# 다비드 레비

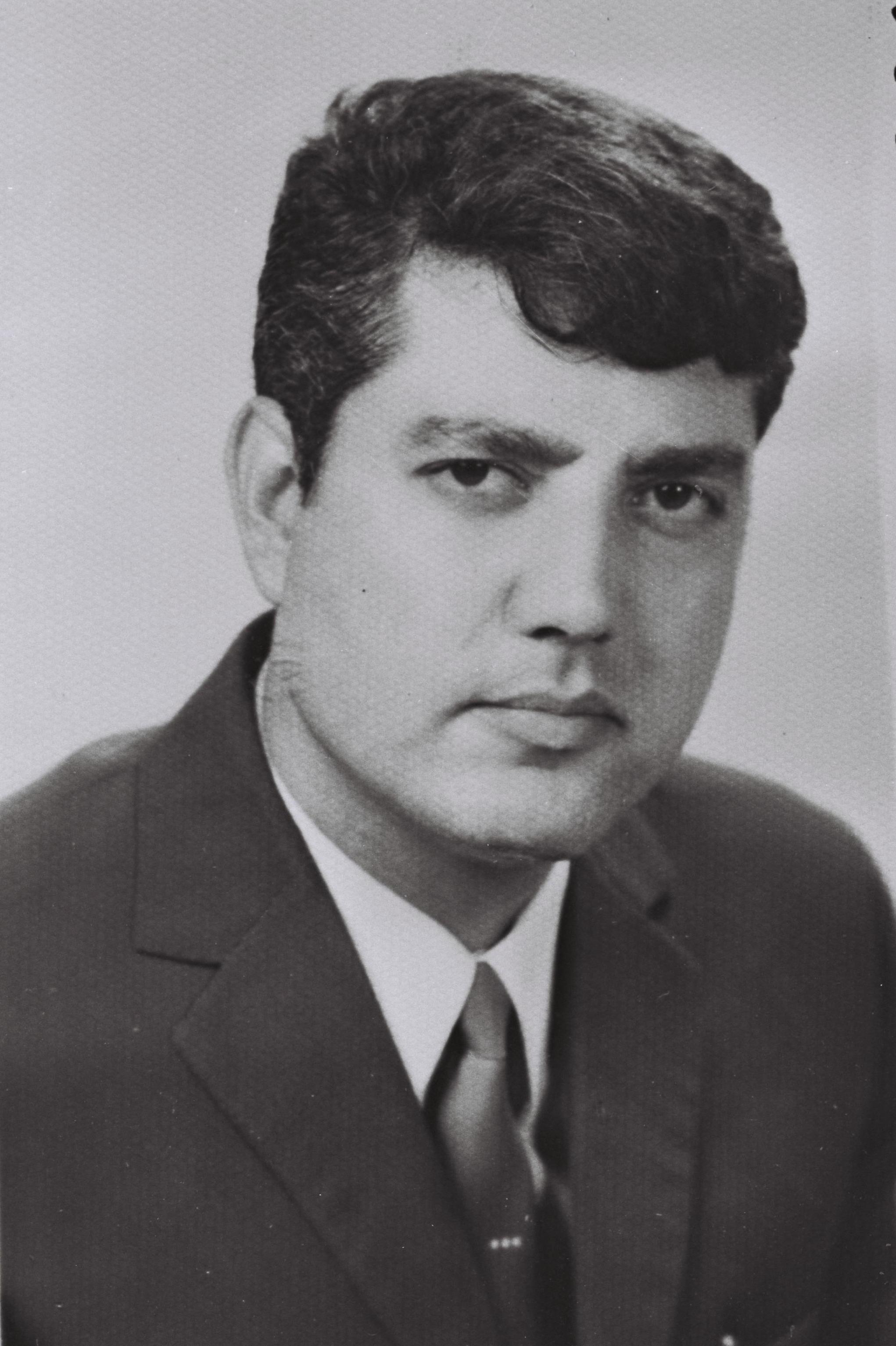
다비드 레비

다비드 레비(1937년 12월 21일~2024년 6월 2일, 히브리어: דוד לוי)는 이스라엘의 정치인으로 모로코의 라바트 출신이다. 1969년부터 2006년까지 국회의원을 지냈으며, 이외에도 부총리, 외무장관, 이민통합부 장관, 주택건설부 장관, 무임소 장관을 역임했다. 원내 임기 대부분 리쿠드에 속해 있었으나, 탈당해 국민사회운동을 창당해 1999년부터 2001년까지 에후드 바라크의 노동당과 연정을 맺기도 했다. 부인과의 슬하에 12명의 자녀를 두었으며, 딸 오를리 레비도 정치인이다.